# Епархия Линса
 Епархия Линса  (лат. Dioecesis Linensis) — епархия Римско-Католической церкви с центром в городе Линс, Бразилия. Епархия Линса входит в митрополию Ботукату. Кафедральным собором епархии Линса является церковь святого Антония Падуанского.

## История
21 июня 1926 года Римский папа Пий XI издал буллу «Ea est in praesenti», которой учредил епархию Кафеландии, выделив её из епархии Ботукату. Первоначально епархия Кафеландии входила в митрополию Сан-Паулу.
27 мая 1950 года епархия Кафеландии была переименована в епархию Линса.
16 февраля 1952 года епархия Линса передала часть своей территории новой епархии Марилии.
19 апреля 1958 года епархия Линса вступила в митрополию Ботукату.
15 февраля 1964 года и 23 марта 1994 года епархия Линса передала часть своей территории в пользу возведения новых епархий Бауру и Арасатубы.

## Ординарии епархии
- епископ Ático Eusébio da Rocha (17.12.1928 — 16.12.1935) — назначен архиепископом Куритубы
- епископ Henrique César Fernandes Mourão (16.12.1935 — 30.03.1945)
- епископ Henrique Gelain (22.05.1948 — 28.03.1964) — назначен епископом Вакарии
- епископ Pedro Paulo Koop (27.07.1964 — 11.10.1980)
- епископ Luiz Colussi (11.10.1980 — 5.12.1983) — назначен епископом Касадора
- епископ Walter Bini (14.03.1984 — 17.06.1987)
- епископ Irineu Danelón (26.11.1987 — по настоящее время)

## Источник
- Annuario Pontificio, Ватикан, 2005
- Булла Ea est in praesenti, AAS 19 (1927), p. 370  (лат.)